# فيليبي راموس (حكم كرة قدم)
فيليبي راموس (بالإسبانية: Felipe Ramos Rizo)‏ هو حكم كرة قدم مكسيكي، ولد في 10 مارس 1963 في مدينة مكسيكو في المكسيك.

## وصلات خارجية
- الموقع الرسمي
- فيليبي راموس على موقع Soccerway.com (الإنجليزية)
- فيليبي راموس على موقع أوليمبيديا (الإنجليزية)